# Дубровин, Евгений Александрович
Евгений Александрович Дубровин (род. 27 января 1986, Омск) — российский хоккеист, защитник.

## Биография
Воспитанник омского хоккея. Тренеры Виктор Степанец, Михаил Комаров. Начинал играть в фарм-клубе «Авангарда» «Авангард-ВДВ» в сезоне 2002/03, потом ставшего «Омскими ястребами». В сезоне 2004/05 также выступал за «Липецк». В сезоне 2005/06 дебютировал за «Авангард», став серебряным призёром чемпионата России; в следующем сезоне — бронзовый призёр. Перед сезоном 2008/09 перешёл в «Сибирь», в составе которой дебютировал в КХЛ. Проведя 9 матчей, перешёл в «Автомобилист», за который выступал в КХЛ в течение следующих двух сезонов. Играл в командах ВХЛ «Донбасс» (2011/12), «Кубань» (2012/13 — 2014/15), «Сарыарка» (2015/16), «Спутник» (2015/16 — 2016/17), «Куньлунь Ред Стар Хэйлунцзян» (2017/18), «Чэнтоу» (2018/19), «Рязань» (2019/20). Играл в чемпионате Казахстан за «Иртыш» (2018/19).
Младший брат Илья также играл в хоккей.